# Ованнисян, Ричард
Ри́чард Гейбл Ованнися́н (англ. Richard Gable Hovannisian; арм. Ռիչարդ Գեյբլ Հովհաննիսյան; 9 ноября 1932, Туларе, Калифорния — 10 июля 2023) — американский историк, профессор Калифорнийского университета в Лос-Анджелесе (UCLA). Основные труды посвящены вопросам истории Армении, Закавказья и Ближнего Востока, истории и историографии Армении начала XX в., Первой Республики Армения, армянского геноцида в Османской империи.

## Биография
Родился в семье армянских беженцев в Калифорнии. Полное имя — Ричард Гейбл Ованнисян, в честь Кларка Гейбла.
Окончил Калифорнийский университет в Беркли (бакалавр гуманитарных наук, 1954, магистр гуманитарных наук, 1958). Доктор философии по истории (Калифорнийский университет, Лос-Анджелес, 1966), профессор (1969).
Преподаватель (1962—1969), профессор (с 1969), руководитель программ по присуждению степеней бакалавра, магистра; доктор философии по истории Армении и Кавказа (с 1962). Учредитель и директор Центра арменоведческих исследований (1974, 1977, 1991—1992).
Член ряда научных и общественных организаций. Почётный доктор Ереванского государственного университета (1994) и Арцахского государственного университета (1997). Иностранный член Национальной академии наук Республики Армения (1990).
Лауреат Стипендии Гуггенхайма (1974). Награждён орденом «Св. Саак — Св. Месроп» Первопрестольного Святого Эчмиадзина, медалью Мовсеса Хоренаци. Имя Ричарда Ованиссяна было занесено в списки «Кто есть кто в США» и «Кто есть кто в мире».
Именем Р. Ованнисяна названа школа № 1 села Варденис Гегаркуникской области (1993).
Сын Ричарда Ованнисяна — Раффи Ованнисян — был первым министром иностранных дел независимой Армении, а позже одним из лидеров оппозиции в Армении.

## Известные работы
- Hovannisian R. G. The Armenian People from Ancient to Modern Times. — 2 Volume Set edition. — Palgrave Macmillan, 2004. — 336 p. — ISBN 1403966362, ISBN 9781403966360.
- Hovannisian R. G. The Armenian People from Ancient to Modern Times. — Basingstoke: Palgrave Macmillan, 1997. — Vol. I. The Dynastic Periods: From Antiquity to the Fourteenth Century. — 386 p. — ISBN 0-312-10169-4, ISBN 978-0-312-10169-5.
- Hovannisian R. G. The Armenian People from Ancient to Modern Times. — Palgrave Macmillan, 1997. — Vol. II. Foreign Dominion to Statehood: The Fifteenth Century to the Twentieth Century. — 493 p. — ISBN 0312101686, ISBN 9780312101688.
- Hovannisian R. G. Remembrance and denial: The Case of the Armenian Genocide. — Wayne State University Press, 1998. — 328 p. — ISBN 0-8143-2777-X, ISBN 978-0-8143-2777-7.
- Hovannisian R. G. Looking backward, moving forward: confronting the Armenian Genocide. — Transaction Publishers[англ.], 2003. — 301 p.
- Hovannisian R. G. The Republic of Armenia: The first year, 1918—1919. — University of California Press, 1971. — 547 p. (Volume II (1982), Vols. III & IV (1996))
- Hovannisian R. G. Armenian Sebastia/Sivas and Lesser Armenia. — Mazda Publishers, 2004. — 224 p.
- Richard G. Hovannisian. Russian Armenia. A Century of Tsarist Rule (en.) // Jahrbücher für Geschichte Osteuropas. — 1971. — P. 31—48. — JSTOR 41044266. Архивировано 14 января 2022 года.

## Соавтор
- Hovannisian R. G., Sabagh G. Religion and culture in medieval Islam. — Cambridge University Press, 1999. — 119 p.
- Hovannisian R. G., Sabagh G. The Thousand and one nights in Arabic literature and society. — Cambridge University Press, 1997. — 121 p.